# Seznam dílů seriálu 2 Socky
Toto je seznam dílů seriálu 2 Socky. Americký sitkom 2 Socky vytvořili Michael Patrick King a Whitney Cummings pro televizi Warner Bros. Pojednává o dvou spolubydlících dívkách s finančními problémy.

## Přehled řad
| Řada | Díly | Premiéra v USA     | Premiéra v USA  | Premiéra v ČR      | Premiéra v ČR      |
| Řada | Díly | První díl          | Poslední díl    | První díl          | Poslední díl       |
| ---- | ---- | ------------------ | --------------- | ------------------ | ------------------ |
| 1    | 24   | 19. září 2011      | 7. května 2012  | 2. září 2013       | 10. října 2013     |
| 2    | 24   | 24. září 2012      | 13. května 2013 | 14. října 2013     | 21. listopadu 2013 |
| 3    | 24   | 23. září 2013      | 5. května 2014  | 18. června 2014    | 29. července 2014  |
| 4    | 22   | 27. října 2014     | 18. května 2015 | 24. listopadu 2015 | 4. prosince 2015   |
| 5    | 22   | 12. listopadu 2015 | 12. května 2016 | 29. října 2016     | 4. listopadu 2016  |
| 6    | 22   | 10. října 2016     | 17. dubna 2017  | 14. ledna 2018     | 21. ledna 2018     |

## Seznam dílů

### První řada (2011–2012)
| Pořadí v seriálu | Pořadí v řadě | Původní název                           | Český název                                 | Režie               | Scénář                                  | Premiéra v USA     | Premiéra v ČR  |
| ---------------- | ------------- | --------------------------------------- | ------------------------------------------- | ------------------- | --------------------------------------- | ------------------ | -------------- |
| 1                | 1             | And how they met                        |                                             | James Burrows       | Whitney Cummings a Michael Patrick King | 19. září 2011      | 2. září 2013   |
| 2                | 2             | And the Break-Up Scene                  | A rozchodová scéna                          | James Burrows       | Michael Patrick King                    | 26. září 2011      | 3. září 2013   |
| 3                | 3             | And Strokes of Goodwill                 | A dotek Dobré vůle                          | John Fortenberry    | Jhoni Marchinko                         | 3. října 2011      | 4. září 2013   |
| 4                | 4             | And the Rich People Problems            | A problémy bohatých                         | John Fortenberry    | Michelle Nader                          | 10. října 2011     | 5. září 2013   |
| 5                | 5             | And the '90s Horse Party                | A koňský večírek z devadesátých let         | Scott Ellis         | Patrick Walsh a Sonny Lee               | 17. října 2011     | 9. září 2013   |
| 6                | 6             | And the Disappearing Bed                | A mizející postel                           | Scott Ellis         | Greg Malins                             | 24. října 2011     | 10. září 2013  |
| 7                | 7             | And the Pretty Problem                  | A problém krásna                            | Scott Ellis         | David Feeney                            | 31. října 2011     | 11. září 2013  |
| 8                | 8             | And Hoarder Culture                     | A křeččí kultura                            | Ted Wass            | Liz Feldman                             | 7. listopadu 2011  | 12. září 2013  |
| 9                | 9             | And the Really Petty Cash               | A Johnny a Cash                             | Ted Wass            | Morgan Murphy                           | 14. listopadu 2011 | 16. září 2013  |
| 10               | 10            | And the Very Christmas Thanksgiving     | A velmi vánoční díkůvzdání                  | Jean Segal          | Michael Patrick King                    | 21. listopadu 2011 | 17. září 2013  |
| 11               | 11            | And the Reality Check                   | A test reality                              | Fred Savage         | Molly McAleer                           | 5. prosince 2011   | 18. září 2013  |
| 12               | 12            | And the Pop-Up Sale                     | A prodejní akce                             | Fred Savage         | Michelle Nader                          | 12. prosince 2011  | 19. září 2013  |
| 13               | 13            | And the Secret Ingredient               | A tajná přísada                             | Julie Anne Robinson | Michael Patrick King                    | 2. ledna 2012      | 23. září 2013  |
| 14               | 14            | And the Upsatairs Neighbor              | A sousedka ze shora                         | Thomas Kail         | Michael Patrick King                    | 16. ledna 2012     | 24. září 2013  |
| 15               | 15            | And the Blind Spot                      | A slepá skvrna                              | Ted Wass            | Michelle Nader                          | 6. února 2012      | 25. září 2013  |
| 16               | 16            | And the Broken Hearts                   | A zlomená srdce                             | Ted Wass            | David Feeney                            | 13. února 2012     | 26. září 2013  |
| 17               | 17            | And the Kosher Cupcakes                 | A košer dortíky                             | Scott Ellis         | Liz Feldman                             | 20. února 2012     | 30. září 2013  |
| 18               | 18            | And the One-Night Stands                | A zástoje na jednu noc                      | Scott Ellis         | Patrick Walsh a Sonny Lee               | 27. února 2012     | 1. října 2013  |
| 19               | 19            | And the Spring Break                    | A jarní prázdniny                           | Scott Ellis         | Morgan Murphy                           | 19. března 2012    | 2. října 2013  |
| 20               | 20            | And the Drug Money                      | A peníze za léky                            | Ted Wass            | Greg Malins                             | 9. dubna 2012      | 3. října 2013  |
| 21               | 21            | And the Messy Purse Smackdown           | A masakr zaneřáděné kabelky                 | Ted Wass            | Molly McAleer                           | 16. dubna 2012     | 7. října 2013  |
| 22               | 22            | And the Big Buttercream Breakthrough    | A velký průlom s máslovým krémem            | Ted Wass            | Michelle Nader                          | 30. dubna 2012     | 8. října 2013  |
| 23               | 23            | And Martha Stewart Have a Ball (Part 1) | A Marto Stewartová, dobře se bavte, část 1. | Ted Wass            | Michael Patrick King                    | 7. května 2012     | 9. října 2013  |
| 24               | 24            | And Martha Stewart Have a Ball (Part 2) | A Marto Stewartová, dobře se bavte, část 2. | Ted Wass            | Michael Patrick King                    | 7. května 2012     | 10. října 2013 |

### Druhá řada (2012–2013)
| Pořadí v seriálu | Pořadí v řadě | Původní název                    | Český název                       | Režie            | Scénář                           | Premiéra v USA     | Premiéra v ČR      |
| ---------------- | ------------- | -------------------------------- | --------------------------------- | ---------------- | -------------------------------- | ------------------ | ------------------ |
| 25               | 1             | And the Hidden Stash             | A tajná skrýš                     | Fred Savage      | Michael Patrick King             | 24. září 2012      | 14. října 2013     |
| 26               | 2             | And the Pearl Necklace           | A perlový náhrdelník              | Fred Savage      | Michael Patrick King             | 1. října 2012      | 15. října 2013     |
| 27               | 3             | And the Hold-Up                  | A přepadení                       | Fred Savage      | Jhoni Marchinko                  | 8. října 2012      | 16. října 2013     |
| 28               | 4             | And the Cupcake War              | A dortíková válka                 | Fred Savage      | Molly McAleer                    | 15. října 2012     | 17. října 2013     |
| 29               | 5             | And the Pre-Approved Credit Card | A předem schválená kreditní karta | Thomas Kail      | Patrick Walsh a Sonny Lee        | 5. listopadu 2012  | 21. října 2013     |
| 30               | 6             | And the Candy Manwich            | A žaludek bohaté holky            | Fred Savage      | Liz Feldman                      | 12. listopadu 2012 | 22. října 2013     |
| 31               | 7             | And the Three Boys with Wood     | A tři kluci s dřevěným            | Thomas Kail      | Morgan Murphy                    | 19. listopadu 2012 | 23. října 2013     |
| 32               | 8             | And the Egg Special              | A speciál o vajíčkách             | Thomas Kail      | Tracy Poust a Jon Kinnally       | 26. listopadu 2012 | 24. října 2013     |
| 33               | 9             | And the New Boss                 | A nový šéf                        | Fred Savage      | Molly McAleer                    | 3. prosince 2012   | 28. října 2013     |
| 34               | 10            | And the Big Opening              | A slavnostní otevření             | Lonny Price      | Michael Patrick King             | 10. prosince 2012  | 29. října 2013     |
| 35               | 11            | And the Silent Partner           | A tichá společnice                | Don Scardino     | Tracy Poust a Jon Kinnally       | 10. prosince 2012  | 30. října 2013     |
| 36               | 12            | And the High Holidays            | A velké svátky                    | Don Scardino     | Molly McAleer                    | 17. prosince 2012  | 31. října 2013     |
| 37               | 13            | And the Bear Truth               | A holá pravda                     | Scott Ellis      | Liz Feldman                      | 14. ledna 2013     | 4. listopadu 2013  |
| 38               | 14            | And Too Little Sleep             | A příliš málo spánku              | Scott Ellis      | Michelle Nader a Jhoni Marchinko | 21. ledna 2013     | 5. listopadu 2013  |
| 39               | 15            | And the Psychic Shakedown        | A prověrka věštkyně               | Ken Whittingham  | Michael Patrick King             | 4. února 2013      | 6. listopadu 2013  |
| 40               | 16            | And Just Plane Magic             | A vlastní kouzlo                  | Ken Whittingham  | Molly McAleer                    | 11. února 2013     | 7. listopadu 2013  |
| 41               | 17            | And the Broken Hip               | A zlomená kyčel                   | Ken Whittingham  | Charles Brottmiller              | 18. února 2013     | 11. listopadu 2013 |
| 42               | 18            | And Not-So-Sweet Charity         | A ne až tak hodná Charity         | Fred Savage      | Morgan Murphy                    | 25. února 2013     | 12. listopadu 2013 |
| 43               | 19            | And the Temporary Distraction    | A dočasné odbočení                | Fred Savage      | Patrick Walsh a Sonny Lee        | 18. března 2013    | 13. listopadu 2013 |
| 44               | 20            | And the Big Hole                 | A velká díra                      | Fred Savage      | Liz Feldman                      | 25. března 2013    | 14. listopadu 2013 |
| 45               | 21            | And the Worst Selfie Ever        | A nejhorší fotka všech dob        | Phill Lewis      | Laura Kightlinger                | 15. dubna 2013     | 18. listopadu 2013 |
| 46               | 22            | And the Extra Work               | A komparz k tomu                  | Michael McDonald | Tracy Poust a Jon Kinnally       | 29. dubna 2013     | 19. listopadu 2013 |
| 47               | 23            | And the Tip Slip                 | A tátovo fidlátko                 | Lonny Price      | Michelle Nader                   | 6. května 2013     | 20. listopadu 2013 |
| 48               | 24            | And the Window of Opportunity    | A okno příležitosti               | Phill Lewis      | Michael Patrick King             | 13. května 2013    | 21. listopadu 2013 |

### Třetí řada (2013–2014)
| Pořadí v seriálu | Pořadí v řadě | Původní název                   | Český název               | Režie        | Scénář                        | Premiéra v USA     | Premiéra v ČR     |
| ---------------- | ------------- | ------------------------------- | ------------------------- | ------------ | ----------------------------- | ------------------ | ----------------- |
| 49               | 1             | And the Soft Opening            | A otevření na zkoušku     | Don Scardino | Michael Patrick King          | 23. září 2013      | 18. června 2014   |
| 50               | 2             | And the Kickstarter             | A Nakopávač               | Don Scardino | Michelle Nader                | 30. září 2013      | 19. června 2014   |
| 51               | 3             | And the Kitty Kitty Spank Spank | A čiči, čiči, paci, paci  | Don Scardino | Jhoni Marchinko               | 7. října 2013      | 23. června 2014   |
| 52               | 4             | And the Group Head              | A kombinovaná hlava       | Don Scardino | Liz Feldman                   | 14. října 2013     | 24. června 2014   |
| 53               | 5             | And the Cronuts                 | A kronaty                 | Don Scardino | Patrick Walsh a Sonny Lee     | 21. října 2013     | 25. června 2014   |
| 54               | 6             | And the Piece of Sheet          | A kus povlečení           | Don Scardino | Liz Astrof                    | 28. října 2013     | 26. června 2014   |
| 55               | 7             | And the Girlfriend Experience   | A zkušenost se snoubenkou | Don Scardino | Morgan Murphy                 | 4. listopadu 2013  | 30. června 2014   |
| 56               | 8             | And the 'It' Hole               | A ta díra                 | Don Scardino | Whitney Cummings              | 11. listopadu 2013 | 1. července 2014  |
| 57               | 9             | And the Pastry Porn             | A cukrářské porno         | Don Scardino | Charles Brottmiller           | 18. listopadu 2013 | 2. července 2014  |
| 58               | 10            | And the First Day of School     | A první den ve škole      | Don Scardino | Michael Patrick King          | 25. listopadu 2013 | 3. července 2014  |
| 59               | 11            | And the Life After Death        | A život po smrti          | Don Scardino | Molly McAleer                 | 2. prosince 2013   | 7. července 2014  |
| 60               | 12            | And the French Kiss             | A francouzský polibek     | Don Scardino | Michelle Nader                | 16. prosince 2013  | 8. července 2014  |
| 61               | 13            | And the Big But                 | A velký zadek             | Don Scardino | Liz Feldman                   | 13. ledna 2014     | 9. července 2014  |
| 62               | 14            | And the Dumpster Sex            | A sex v kontejneru        | Don Scardino | Liz Astrof                    | 20. ledna 2014     | 10. července 2014 |
| 63               | 15            | And the Icing on the Cake       | A poleva na dortu         | Phill Lewis  | Sonny Lee a Patrick Walsh     | 27. ledna 2014     | 14. července 2014 |
| 64               | 16            | And the ATM                     | A bankomat                | Phill Lewis  | Charles Brottmiller           | 3. února 2014      | 15. července 2014 |
| 65               | 17            | And the Married Man Sleepover   | A noc u ženáče            | Phill Lewis  | Whitney Cummings              | 24. února 2014     | 16. července 2014 |
| 66               | 18            | And the Near Death Experience   | A zážitek blízký smrti    | Phill Lewis  | Liz Feldman                   | 3. března 2014     | 17. července 2014 |
| 67               | 19            | And the Kilt Trip               | A irský den               | Phill Lewis  | Morgan Murphy a Molly McAleer | 17. března 2014    | 21. července 2014 |
| 68               | 20            | And the Not Broke Parents       | A nesockovití rodiče      | Phill Lewis  | Michael Patrick King          | 24. března 2014    | 22. července 2014 |
| 69               | 21            | And the Wedding Cake Cake Cake  | A svatební dort dort dort | Jean Sagal   | Liz Astrof a Michelle Nader   | 14. dubna 2014     | 23. července 2014 |
| 70               | 22            | And the New Lease on Life       | A druhá míza              | Phill Lewis  | Sonny Lee a Patrick Walsh     | 21. dubna 2014     | 24. července 2014 |
| 71               | 23            | And the Free Money              | A peníze navíc            | Phill Lewis  | Charles Brottmiller           | 28. dubna 2014     | 28. července 2014 |
| 72               | 24            | And the First Degree            | A maturita                | Phill Lewis  | Morgan Murphy                 | 5. května 2014     | 29. července 2014 |

### Čtvrtá řada (2014–2015)
| Pořadí v seriálu | Pořadí v řadě | Původní název                  | Český název                  | Režie                  | Scénář                             | Premiéra v USA     | Premiéra v ČR      |
| ---------------- | ------------- | ------------------------------ | ---------------------------- | ---------------------- | ---------------------------------- | ------------------ | ------------------ |
| 73               | 1             | And the Reality Problem        | A reality show               | Don Scardino           | Michael Patrick King               | 27. října 2014     | 24. listopadu 2015 |
| 74               | 2             | And the DJ Face                | A dýdžej                     | Don Scardino           | Liz Astrof                         | 3. listopadu 2014  | 24. listopadu 2015 |
| 75               | 3             | And the Childhood Not Included | A ztracené dětství           | Don Scardino           | Michelle Nader                     | 10. listopadu 2014 | 25. listopadu 2015 |
| 76               | 4             | And the Old Bike Yarn          | A příběh o starém kole       | Don Scardino           | Patrick Walsh                      | 17. listopadu 2014 | 25. listopadu 2015 |
| 77               | 5             | And the Brand Job              | A obchodní značka            | Don Scardino           | Morgan Murphy                      | 24. listopadu 2014 | 26. listopadu 2015 |
| 78               | 6             | And the Model Apartment        | A byt pro modelky            | Don Scardino           | Linda Videtti Figueiredo           | 8. prosince 2014   | 26. listopadu 2015 |
| 79               | 7             | And a Loan for Christmas       | A půjčka na Vánoce           | Don Scardino           | Charles Brottmiller                | 15. prosince 2014  | 27. listopadu 2015 |
| 80               | 8             | And the Fun Factory            | A továrna na zábavu          | Don Scardino           | Michael Rowe                       | 5. ledna 2015      | 27. listopadu 2015 |
| 81               | 9             | And the Past and the Furious   | A vzhůru do minulosti        | Don Scardino           | Michelle Nader a Liz Astrof        | 19. ledna 2015     | 28. listopadu 2015 |
| 82               | 10            | And the Move-In Meltdown       | A stěhovací pohroma          | Don Scardino           | Patrick Walsh                      | 2. února 2015      | 28. listopadu 2015 |
| 83               | 11            | And the Crime Ring             | A krádež prstenu             | Don Scardino           | Morgan Murphy                      | 9. února 2015      | 29. listopadu 2015 |
| 84               | 12            | And the Knock Off Knock Out    | A zneužitý knockout          | Don Scardino           | Justin Sayre                       | 16. února 2015     | 29. listopadu 2015 |
| 85               | 13            | And the Great Unwashed         | A velký a nemytý             | Don Scardino           | Laura Kightlinger                  | 23. února 2015     | 30. listopadu 2015 |
| 86               | 14            | And the Cupcake Captives       | A dortíkové zajatkyně        | Don Scardino           | Charles Brottmiller                | 9. března 2015     | 30. listopadu 2015 |
| 87               | 15            | And the Fat Cat                | A tlustý kocour              | Fred Savage            | Liz Astrof a Michelle Nader        | 23. března 2015    | 1. prosince 2015   |
| 88               | 16            | And the Zero Tolerance         | A nulová tolerance           | Fred Savage            | Michael Patrick King               | 30. března 2015    | 1. prosince 2015   |
| 89               | 17            | And the High Hook-Up           | A co je ve firmě není pro mě | Fred Savage            | Michelle Nader a Liz Astrof        | 13. dubna 2015     | 2. prosince 2015   |
| 90               | 18            | And the Taste Test             | A zkouška vkusu              | Jim Rose a Fred Savage | Charles Brottmiller a Justin Sayre | 20. dubna 2015     | 2. prosince 2015   |
| 91               | 19            | And the Look of the Irish      | A irský kukuč                | Fred Savage            | Patrick Walsh a Karen Kilgariff    | 27. dubna 2015     | 3. prosince 2015   |
| 92               | 20            | And the Minor Problem          | A malý problém               | Fred Savage            | Liz Astrof                         | 4. května 2015     | 3. prosince 2015   |
| 93               | 21            | And the Grate Expectations     | A málem zmařené naděje       | Fred Savage            | Michelle Nader                     | 11. května 2015    | 4. prosince 2015   |
| 94               | 22            | And the Disappointing Unit     | A velké selhání              | Michael Patrick King   | Michael Patrick King               | 18. května 2015    | 4. prosince 2015   |

### Pátá řada (2015–2016)
| Č. v seriálu | Č. v řadě | Název                                  | Český název               | Režie                | Scénář                      | Premiéra v USA     | Premiéra v ČR     |
| ------------ | --------- | -------------------------------------- | ------------------------- | -------------------- | --------------------------- | ------------------ | ----------------- |
| 95           | 1         | And the Wrecking Ball                  | A velká demolice          | Michael Patrick King | Michael Patrick King        | 12. listopadu 2015 | 29. října 2016    |
| 96           | 2         | And the Gym and Juice                  | A rozbitá sprcha          | Michael Patrick King | Liz Astrof                  | 19. listopadu 2015 | 30. října 2016    |
| 97           | 3         | And the Maybe Baby                     | A svatební dort           | Jason Reilly         | Michelle Nader              | 26. listopadu 2015 | 30. října 2016    |
| 98           | 4         | And the Inside Outside Situation       | A velké nedorozumění      | David Trainer        | Justin Sayre                | 10. prosince 2015  | 30. října 2016    |
| 99           | 5         | And the Escape Room                    | A teambuilding            | David Trainer        | Patrick Walsh               | 17. prosince 2015  | 30. října 2016    |
| 100          | 6         | And the Not Regular Down There         | A podivný spodek          | Katy Garretson       | Rachel Sweet                | 6. ledna 2016      | 31. října 2016    |
| 101          | 7         | And the Coming Out Party               | A slavnostní oběd         | Michael Patrick King | Liz Feldman                 | 13. ledna 2016     | 31. října 2016    |
| 102          | 8         | And the Basketball Jones               | A basketbalový zápas      | Katy Garretson       | Morgan Murphy               | 20. ledna 2016     | 31. října 2016    |
| 103          | 9         | And the Sax Problem                    | A problém se saxíkem      | John Riggi           | Charles Brottmiller         | 27. ledna 2016     | 31. října 2016    |
| 104          | 10        | And the No New Friends                 | A žádní nový přátelé      | Anthony Rich         | Rob Sheridan                | 3. února 2016      | 1. listopadu 2016 |
| 105          | 11        | And the Booth Babes                    | A šťabajzny               | Joel Murray          | Rachel Lind a David Shecter | 10. února 2016     | 1. listopadu 2016 |
| 106          | 12        | And the Story Telling Show             | A životní příběh          | Tom Stern            | Morgan Murphy               | 18. února 2016     | 1. listopadu 2016 |
| 107          | 13        | And the Lost Baggage                   | A ztracený kufr           | James Burrows        | Michael Patrick King        | 25. února 2016     | 1. listopadu 2016 |
| 108          | 14        | And You Bet Your Ass                   | A na to vsaď krk          | James Burrows        | Liz Astrof a Michelle Nader | 3. března 2016     | 2. listopadu 2016 |
| 109          | 15        | And the Great Escape                   | A velký útěk              | John Riggi           | Liz Feldman                 | 10. března 2016    | 2. listopadu 2016 |
| 110          | 16        | And the Pity Party Bus                 | A smutný autobus          | Don Scardino         | Rachel Sweet                | 31. března 2016    | 2. listopadu 2016 |
| 111          | 17        | And the Show and Don't Tell            | A představení a tajemství | Don Scardino         | Patrick Walsh               | 7. dubna 2016      | 2. listopadu 2016 |
| 112          | 18        | And the Loophole                       | A skulina                 | Don Scardino         | Justin Sayre                | 14. dubna 2016     | 3. listopadu 2016 |
| 113          | 19        | And the Attack of the Killer Apartment | A útok vraždícího bytu    | Kathleen Marshall    | Charles Brottmiller         | 21. dubna 2016     | 3. listopadu 2016 |
| 114          | 20        | And the Partnership Hits the Fan       | A partnerský vztah        | Katy Garretson       | Rob Sheridan                | 28. dubna 2016     | 3. listopadu 2016 |
| 115          | 21        | And the Ten Inches                     | A 25 centimetrů           | Katy Garretson       | Liz Feldman                 | 5. května 2016     | 3. listopadu 2016 |
| 116          | 22        | And the Big Gamble                     | A velká sázka             | Michael Patrick King | Michelle Nader a Liz Astrof | 12. května 2016    | 4. listopadu 2016 |

### Šestá řada (2016–2017)
| Č. v seriálu | Č. v řadě | Název                                   | Český název                  | Režie             | Scénář                                                                   | Premiéra v USA     | Premiéra v ČR  |
| ------------ | --------- | --------------------------------------- | ---------------------------- | ----------------- | ------------------------------------------------------------------------ | ------------------ | -------------- |
| 117–118      | 1–2       | And the Two Openings                    | A dvojí zahájení             | Fred Savage       | Michelle Nader (první díl)Liz Astrof (druhý díl)                         | 10. října 2016     | 14. ledna 2018 |
| 119          | 3         | And the 80's Movie                      | A film z osmdesátek          | Fred Savage       | Patrick Walsh                                                            | 17. října 2016     | 14. ledna 2018 |
| 120          | 4         | And the Godmama Drama                   | A křtiny                     | Kathleen Marshall | Michael Lisbe a Nate Reger                                               | 24. října 2016     | 15. ledna 2018 |
| 121          | 5         | And the College Experience              | A univerzitní zkušenost      | Kathleen Marshall | Brian Rubenstein                                                         | 31. října 2016     | 15. ledna 2018 |
| 122          | 6         | And the Rom-Commie                      | A romantika                  | Lonny Price       | Justin Sayre                                                             | 7. listopadu 2016  | 15. ledna 2018 |
| 123          | 7         | And the Sophie Doll                     | A Sophiina panenka           | Don Scardino      | Michael Glouberman                                                       | 14. listopadu 2016 | 16. ledna 2018 |
| 124          | 8         | And the Duck Stamp                      | A kachní známka              | Don Scardino      | Charles Brottmiller                                                      | 21. listopadu 2016 | 16. ledna 2018 |
| 125          | 9         | And the About FaceTime                  | A z očí do očí               | Steve Zuckerman   | Rachel Palmer a David Shecter                                            | 5. prosince 2016   | 16. ledna 2018 |
| 126          | 10        | And the Himmicane                       | A dokonalá bouře             | Steve Zuckerman   | Brian Rubenstein                                                         | 12. prosince 2016  | 17. ledna 2018 |
| 127          | 11        | And the Planes, Fingers and Automobiles | A letadla, prsty a automobil | Anthony Rich      | Patrick Walsh                                                            | 19. prosince 2016  | 17. ledna 2018 |
| 128          | 12        | And the Riverboat Runs Through It       | A projížďka parníkem         | Jason Ensler      | Michelle Nader                                                           | 2. ledna 2017      | 17. ledna 2018 |
| 129          | 13        | And the Stalking Dead                   | A mrtvé šmíračky             | John Riggi        | Michael Lisbe a Nate Reger                                               | 16. ledna 2017     | 18. ledna 2018 |
| 130          | 14        | And the Emergency Contractor            | A náhrdní opravář            | John Riggi        | Liz Astrof                                                               | 23. ledna 2017     | 18. ledna 2018 |
| 131          | 15        | And the Turtle Sense                    | A želví instinkt             | Don Scardino      | Michael Glouberman                                                       | 6. února 2017      | 18. ledna 2018 |
| 132          | 16        | And the Tease Time                      | A čas škádlení               | Don Scardino      | Justin Sayre                                                             | 13. února 2017     | 19. ledna 2018 |
| 133          | 17        | And the Jessica Shmessica               | A Jessica běsika             | Don Scardino      | Charles Brottmiller                                                      | 20. února 2017     | 19. ledna 2018 |
| 134          | 18        | And the Dad Day Afternoon               | A otcovské odpoledne         | John Riggi        | Julie Mandel-Folly                                                       | 27. února 2017     | 19. ledna 2018 |
| 135          | 19        | And the Baby and Other Things           | A dítě a všechno ostatní     | Chris Poulos      | námět: Michael Lisbe, Nate Reger a Justin Sayre scénář: Brian Rubenstein | 13. března 2017    | 20. ledna 2018 |
| 136          | 20        | And the Alley-Oops                      | A kuželkový trapas           | Jude Weng         | námět: Charles Brottmiller scénář: Patrick Walsh a Michael Glouberman    | 20. března 2017    | 20. ledna 2018 |
| 137          | 21        | And the Rock Me on the Dais             | A rozpal mě na pódiu         | Michelle Nader    | Liz Astrof                                                               | 10. dubna 2017     | 20. ledna 2018 |
| 138          | 22        | And 2 Broke Girls: The Movie            | A Dvě $ocky: Film            | Kathleen Marshall | Michelle Nader                                                           | 17. dubna 2017     | 21. ledna 2018 |